# Grease 2
Grease 2 is een Amerikaanse filmmusical uit 1982 onder regie van Patricia Birch. De productie is het vervolg op Grease en speelt zich twee jaar na de gebeurtenissen daarin af.

## Verhaal
De keurige Britse Michael Carrington arriveert in 1961 als nieuwe leerling op Rydell High School. Daar valt hij als een blok voor Stephanie Zinone, het middelpunt van de meidenkliek The Pink Ladies. Om bij haar in de smaak te vallen, moet hij zich een geheel nieuw imago aanmeten.

## Rolverdeling
| Acteur               | Personage          |
| -------------------- | ------------------ |
| Maxwell Caulfield    | Michael Carrington |
| Michelle Pfeiffer    | Stephanie Zinone   |
| Lorna Luft           | Paulette Rebchuck  |
| Maureen Teefy        | Sharon Cooper      |
| Alison Price         | Rhonda Ritter      |
| Pamela Adlon         | Dolores Rebchuck   |
| Adrian Zmed          | Johnny Nogerelli   |
| Peter Frechette      | Louis DiMucci      |
| Christopher McDonald | Goose McKenzie     |
| Leif Green           | Davey Jaworski     |
| Didi Conn            | Frenchy            |
| Eve Arden            | Principal McGee    |
| Sid Caesar           | Coach Calhoun      |
| Dody Goodman         | Blanche Hodel      |
| Tab Hunter           | Mr. Stuart         |
| Dick Patterson       | Rudie Spears       |
| Connie Stevens       | Miss Mason         |
| Eddie Deezen         | Eugene Felnic      |

## Trivia
- Grease 2 heeft een hoofdzakelijk nieuwe cast in vergelijking met de eerste Grease. Verschillende bijrolspelers zijn wel in beide delen te zien, zoals Didi Conn (Frenchy), Eve Arden (Principal McGee), Sid Caesar (Coach Calhoun), Dody Goodman (Blanche Hodel), Dick Patterson (Rudie Spears) en Eddie Deezen (Eugene Felnic).